# Třída Calvi

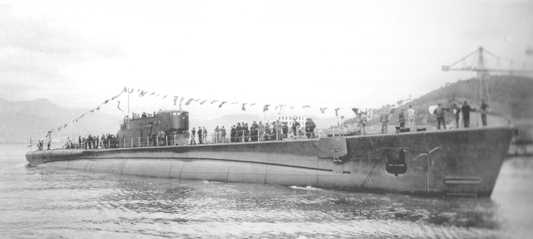
Ponorka Enrico Tazzoli

Třída Calvi byla třída křižníkových ponorek italského královského námořnictva. Celkem byly postaveny tři jednotky této třídy. Ve službě v italském námořnictvu byly v letech 1935–1943. Účastnily se bojů druhé světové války. Dvě byly za války ztraceny a třetí byla po italské kapitulaci ukořistěna Německem a do srpna 1944 byla provozována Kriegsmarine.

## Stavba
Celkem byly postaveny tři ponorky této třídy. Konstrukčně navazovaly na třídu Balilla. Mírně širší trup znamenal zlepšenou stabilitu. Posílena byla výzbroj a výrazně lepší byl i dosah ponorek. Ten byl významný pro jejich původně zamýšlenou službu v Rudém moři a Indickém oceánu. Postavila je italská loděnice OTO v Muggiano. Do služby byly přijaty v letech 1935–1936.
Jednotky třídy Calvi:
| Jméno          | Založení kýlu | Spuštěna        | Vstup do služby | Poznámky |
| -------------- | ------------- | --------------- | --------------- | --- |
| Pietro Calvi   | 1932          | 31. března 1935 | říjen 1935      | Dne 15. července 1942 jižně od Azor poškozena britskou šalupou HMS Lulworth a potopena vlastní posádkou.                                                      |
| Giuseppe Finzi | 1932          | 29. června 1935 | leden 1936      | Dne 9. září 1943 ukořistěna Německem a zařazena do služby jako UIT21. Nasazena byla v Atlantiku. Nakonec 25. srpna 1944 potopena vlastní posádkou v Bordeaux. |
| Enrico Tazzoli | 1932          | 14. října 1935  | duben 1936      | Při své první plavbě do Japonska přibližně 16. května 1943 zmizela v oblasti Biskajského zálivu.                                                              |

## Konstrukce
Ponorky nesly čtyři příďové a čtyři záďové 533mm torpédomety se zásobou šestnácti torpéd. Dále nesly dva 120mm kanóny a čtyři 13,2mm kulomety. Pohonný systém tvořily dva diesely Fiat o výkonu 4400 bhp a dva elektromotory san Giorgio o výkonu 1800 bhp, pohánějící dva lodní šrouby. Nejvyšší rychlost dosahovala 17,1 uzlu na hladině a 7,9 uzlu pod hladinou. Dosah byl 13 400 námořních mil při rychlosti 8 uzlů na hladině a 80 námořních mil při rychlosti 4 uzly pod hladinou. Operační hloubka ponoru dosahovala 100 metrů.

### Modifikace
Giuseppe Finzi a Enrico Tazzoli byly roku 1943 uprabeny pro přepravu surovin do a z Japonska.